# Duplicaria badia
Duplicaria badia é uma espécie de gastrópode do gênero Duplicaria, pertencente a família Terebridae.